# Leme do Prado
Leme do Prado es un municipio brasileño del estado de Minas Gerais. Su población estimada en 2009 era de 5.145 habitantes.

## Carreteras
- BR-367

## Administración
- Prefecto: Wilmar Adão Barroso (2009/2012)
- Viceprefecto:Jaci Elena Santos
- Presidente de la cámara:Bene Celestino (2009/2012)